# Соціалістична імперська партія
Соціалістична імперська партія (нім. Sozialistische Reichspartei Deutschlands) — західнонімецька політична партія, заснована після Другої світової війни в 1949 році як відкрито неонацистське відокремлення від національно-консервативної Німецької правої партії (DKP-DRP).  Досягла певного успіху на виборах у північно-західній Німеччині (Нижня Саксонія та Бремен), перш ніж стати першою політичною партією, яка була заборонена Федеральним конституційним судом у 1952 році. Була в союзі з французькою організацією на чолі з Рене Біне, відомою як Новий європейський порядок . Є деякі докази того, що партія фінансувалася СРСР через КДБ.

## Заснування
Заснована 2 жовтня 1949 року в Гамельні Отто Ернстом Ремером(колишній генерал-майором Вермахту), який відіграв важливу роль у розгромі змови 20 липня, Фріцем Дорлсом (колишній редактор інформаційного бюлетеня ХДС у Нижній Саксонії) та Герхардом Крюгером (лідер Німецького студентського союзу під час Третього рейху), після того, як їх виключили з DKP-DRP. 
SRD вважала себе законним спадкоємцем нацистської партії; а  більшість її прихильників були колишніми членами НСДАП. Заснування підтримав колишній оберст Люфтваффе Ганс-Ульріх Рудель.

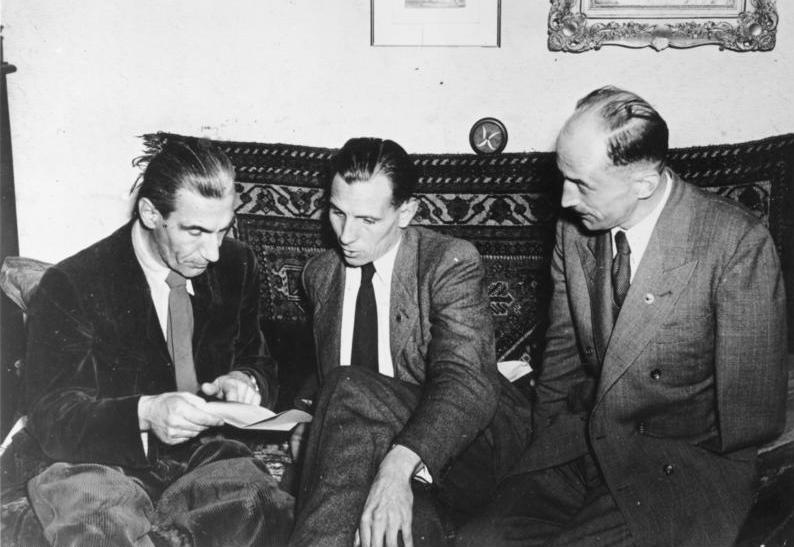
Лідери SRD (зліва направо): Дорлс, Ремер і Вольф фон Вестарп, серпень 1952

## Погляди
Партія стверджувала, що канцлер Конрад Аденауер був американською маріонеткою, а гранд-адмірал Карл Деніц був останнім законним президентом Німецького Райху, оскільки був призначений Адольфом Гітлером . Партія заперечувала Голокост, стверджуючи, що Сполучені Штати побудували газові печі концентраційного табору Дахау після Другої світової війни та що фільми про концентраційні табори були підробленими .
Партія також виступала за Європу на чолі з об'єднаним Німецьким Райхом як «третьою силою» проти капіталізму та комунізму,  вимагала реанексії колишніх східних територій Німеччини та «вирішення єврейського питання». За словами Карла Дітріха Брахера, «пропаганда SRP зосередилася на розпливчастому «народному соціалізмі», в якому старі нацисти заново відкрили застарілі гасла, а також на націоналізмі, чиє заступництво Рейху та війни було лише слабо замаскованим продовженням ідеології Lebensraum». 
Партія також пропагувала міф про удар ножем у спину, структурований у дуже ієрархічний спосіб, що нагадує «фюрерство», організувала зустрічі, на яких були присутні охоронці в уніформі, і їй «тимчасово вдалося представити Ремера як захисника Третього Рейху від «зрадників» опору». 
За словами Мартіна А. Лі, хоча партія була антикомуністичною, вона зосереджувалася на критиці Великої Британії та Сполучених Штатів за «розкол їхньої улюбленої Батьківщини на дві частини» та уникала критики Радянського Союзу в надії, що в майбутньому можна буде укласти угоду з СРСР щодо возз’єднання Німеччини. 
SRP зайняла позицію, згідно з якою Німеччина повинна залишатися нейтральною в холодній війні, що зароджувалася, і виступила проти атлантистської зовнішньої політики уряду ФРН. У разі війни між Радянським Союзом і Заходом Ремер «наполягав на тому, щоб німці не воювали, щоб прикрити відступ американців, якщо росіяни візьмуть верх у війні», і сказав, що він «покаже росіянам шлях до Рейну», а члени партії «будуть виставляти себе дорожніми поліцейськими, розкидаючи руки, щоб росіяни могли знайти шлях через Німеччину якомога швидше».   Мартін А. Лі стверджує, що ці заяви привернули увагу радянських чиновників, які захотіли фінансувати SRP з тактичних міркувань. За словами Лі, протягом кількох років на початку 1950-х партія отримувала радянські кошти, а Комуністична партія Німеччини – ні, оскільки її нібито вважали «неефективною».   SRP розглядала Ізраїль як «ворожу силу» у своїй зовнішній політиці. 
Одним із найважливіших доказів є свідчення Отто Ернста Ремера. В інтерв’ю 1997 року Ремер зізнався, що отримав радянську підтримку під час перебування в партії. Ремер заявив, що він зустрічався з представниками КДБ у Східному Берліні та отримав фінансову та матеріально-технічну підтримку від Радянського Союзу. 
Окрім свідчень Ремера, існують інші джерела доказів, які підтверджують твердження про підтримку партії Радянським Союзом. Наприклад, у доповідній записці КДБ 1953 року описано зусилля агентства з культивування та підтримки правих екстремістських груп у Німеччині, включаючи SRP. У меморандумі зазначається, що метою КДБ було «створити правий рух, який послабить позицію Сполучених Штатів, послабить позицію Атлантичного блоку та спонукатиме німецьке населення шукати нейтралістську політику».   Подібним чином розсекречені документи ЦРУ «Family Jewels» показують, що агентство мало докази радянського фінансування ультраправих груп у Європі, включаючи SRP. 
Інші приклади цього включають нібито коментар Вольфа фон Вестарпа про те, що Західна комісія правлячої Соціалістичної єдної партії НДР була суттєвим покровителем партії.  Історик Майкл Берлі у своїй книзі «Третій райх: нова історія» дуже детально описує підтримку Радянським Союзом SRP під час холодної війни.  Крім того, архіви Гаука в Німеччині містять докази радянської підтримки партії. Архіви містять документи, які свідчать про те, що Штазі, таємна поліція Східної Німеччини, мала часті зустрічі з посадовими особами SRP і надавала їм фінансову та матеріально-технічну підтримку.

## Результати виборів

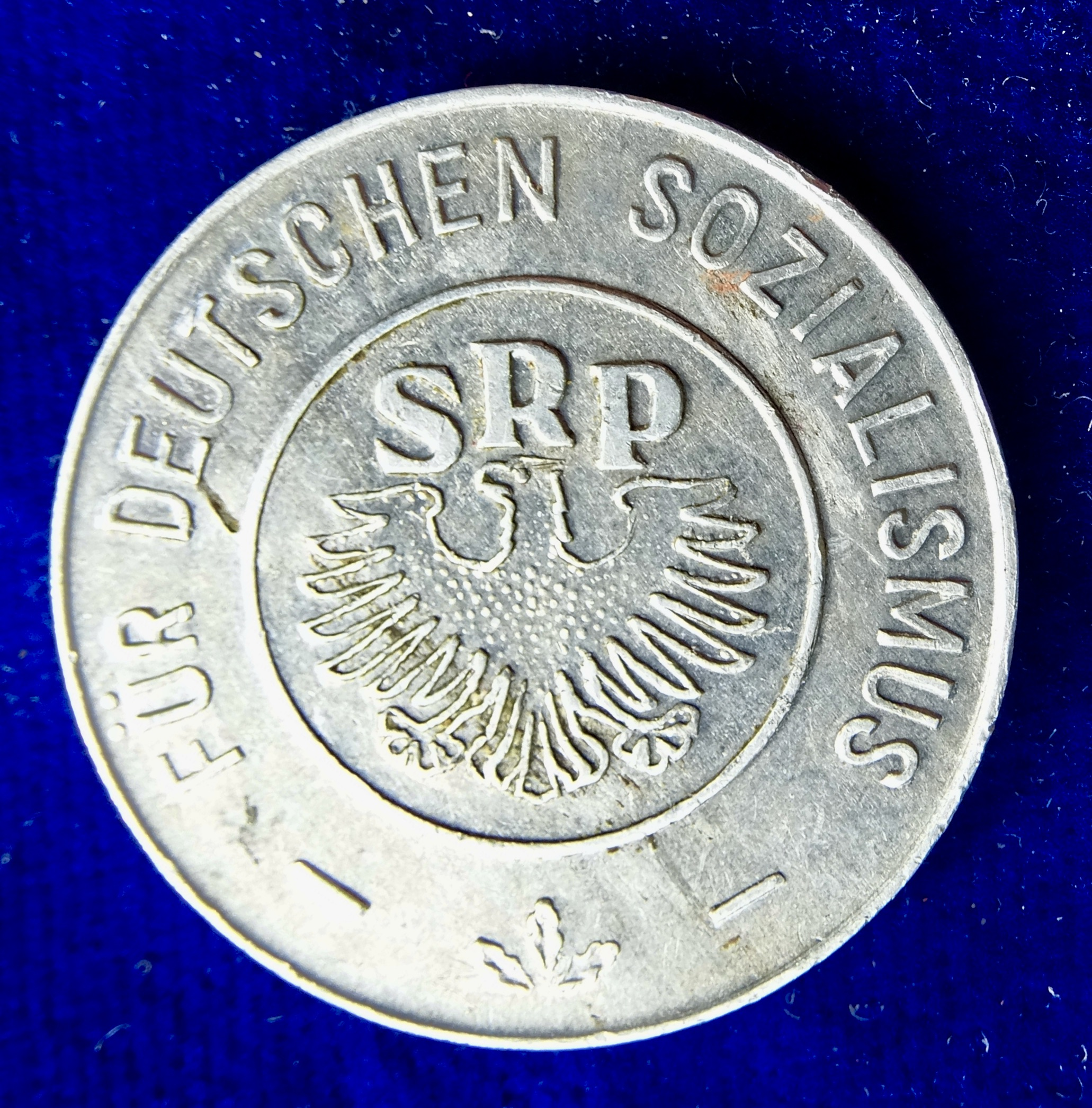
Жетони кампанії SRP (Sozialistische Reichspartei), аверс

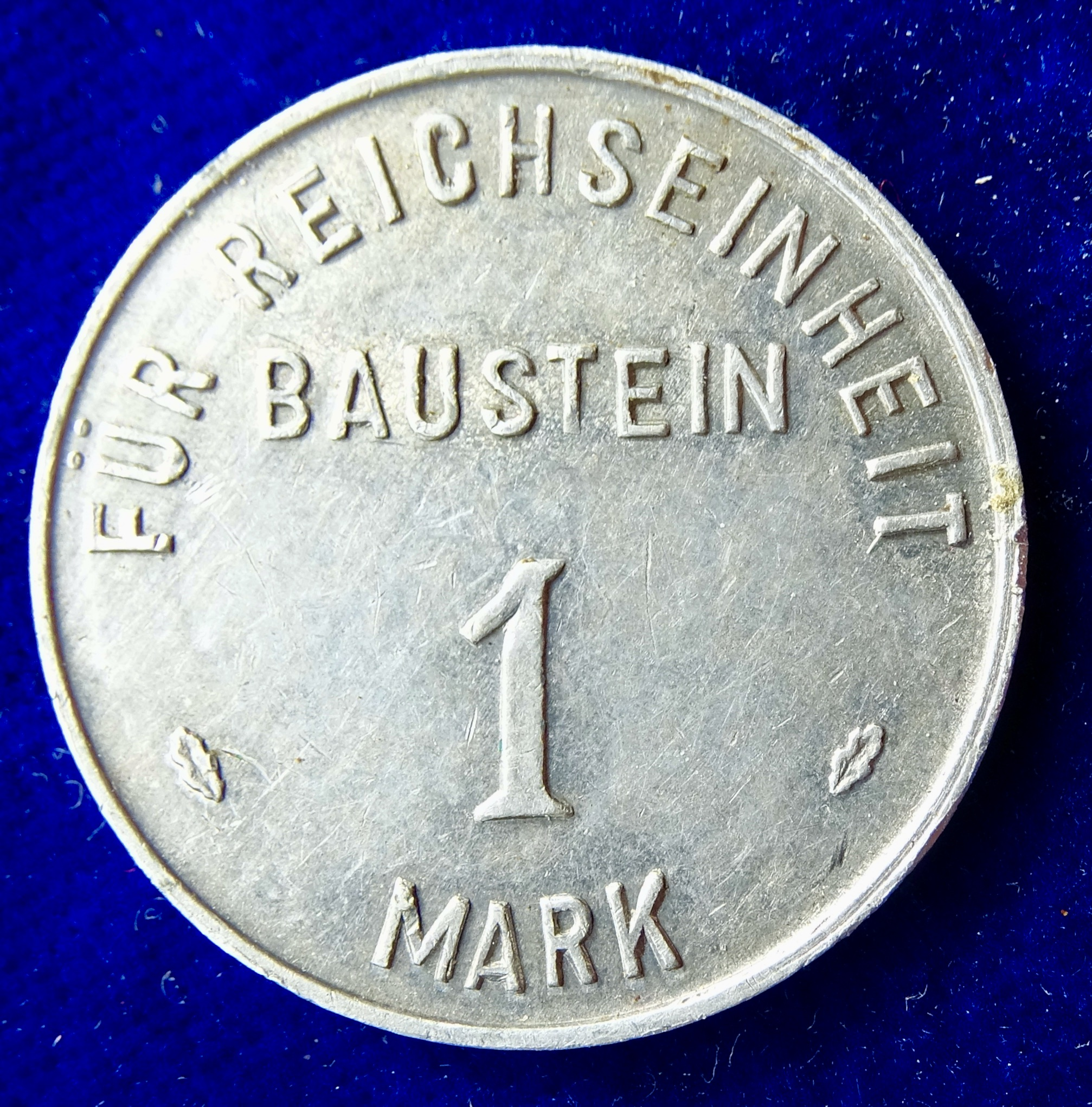
На реверсі зображено пожертву в 1 марку

Дорлс був обраний депутатом Бундестагу від DKP-DRP на виборах 1949 року. Партія отримала друге місце в парламенті, коли член парламенту Фріц Ресслер (псевдонім Dr. Franz Richter) приєднався до партії в 1950 році. 
У травні 1951 року вона отримала 16 місць на виборах до земельних зборів Нижньої Саксонії (Ландтаг), отримавши 11,0% голосів з опорними пунктами в регіоні Штаде (21,5%; округ Верден: 27,7%). До її складу входив багато нагороджений ас Люфтваффе Гайнц Кноке. У жовтні 1951 року вона набрала 7,7% голосів у Бремені та отримала 8 місць у міському парламенті Бюргершафт.

## Членство
Партія налічувала близько десяти тисяч членів. Дочірніми об'єднаннями були Reichsfront (воєнізована організація) та Reichsjugend (молодіжне крило), які були заборонені рішенням Федерального міністра внутрішніх справ від 4 травня 1951 року. Того ж дня уряд Західної Німеччини вирішив подати заяву до Федерального конституційного суду, щоб визнати SRP антиконституційною і накласти заборону.
В очікуванні цього рішення партія саморозпустилася 12 вересня 1952 року, але це рішення не було прийнято Федеральним конституційним судом.  Перед забороною Ремер порівнював ситуацію із ранніми християнами, називав верховного комісара Джона Дж. Макклоя «Понтієм Пілатом, який змусив Ірода розіп’яти SRP», і заявив, що «якщо нас заборонять, ми спустимося в катакомби».  23 жовтня 1952 року, відповідно до частини 2 статті 21 Основного закону, Конституційний суд визнав партію неконституційною та примусив її розпустити, заборонив заснування будь-яких організацій-наступників, відкликав усі повноваження Бундестагу та Ландтагу та арештував активи партії (BVerfGE 2, 1).
Через чотири роки була заборонена і Комуністична партія Німеччини. Вони досі залишаються єдиними політичними партіями з представництвом у Бундестазі, які заборонені Конституційним судом у ФРН. 

## Дивіться також
- Третій шлях